# Räven (1986)
Räven är en svensk film från 1986 med regi och manus av Clas Lindberg. I rollerna ses bland andra Lickå Sjöman, Göran Dyrssen och Willie Andréason. Filmen var Lindbergs långfilmsdebut som regissör.

## Om filmen
Inspelningen ägde rum med Lasse Lundberg och Bert Sundberg som producenter och Ole Fredrik Haug, Hans Welin och Jan Alvermark som fotografer. Den premiärvisades 8 oktober 1986 på biograf Lilla Kvarn i Stockholm.
Filmen gillades inte alls av kritikerna.

## Rollista
- Lickå Sjöman – Monika
- Göran Dyrssen – Kåre
- Willie Andréason – Jernberg
- Allan Svensson – Karlsson
- Gustav Kling – jägaren

### Fotnoter
1. 1 2 3  ”Räven”. Svensk Filmdatabas. http://sfi.se/sv/svensk-filmdatabas/Item/?itemid=16780&type=MOVIE&iv=Basic&ref=/templates/SwedishFilmSearchResult.aspx?id%3d1225%26epslanguage%3dsv%26searchword%3dr%C3%A4ven%26type%3dMovieTitle%26match%3dIdentical%26page%3d1%26prom%3dFalse. Läst 19 maj 2013.